# Queviures Moriscot
Queviures Moriscot és un edifici de la ciutat de Girona que forma part de l'Inventari del Patrimoni Arquitectònic de Catalunya. Popularment és conegut com Cal Gelavert.

## Descripció
Originàriament la botiga ocupava les dues sales de la crugia paral·lela al carrer. Posteriors ampliacions han engrandit considerablement el conjunt. De l'interior guarden un cert interès les prestatgeries perimetrals. La façana exterior és modernista, amb plafons de fusta llisa i motllures de formes vegetals de gran qualitat.

## Història
La botiga va ser fundada el 1860, però l'edifici actual és de principi del segle xx. Antigament hi havia unes pintures als plafons verticals, avui desaparegudes. Abans havia funcionat, també, com a fàbrica de xocolata i drogueria (Xocolata Juncosa).